# Тюрко-аварски език
Тюрко-аварски език (или аваро-тюркски) е условно наименование на езика на аварите, номадско племе, появило се в Европа през 6 век. Не трябва да се бърка със съвременния аварски език. Не е изяснено към какво езиково семейство принадлежи и условно се причислява към огурските тюркски езици. Една от изказаните хипотези е, че аварите са говорели на монголски език. В последно време обаче се появяват нови студии, в които се правят сравнения с тунгусо-манджурските езици.. В полза на това твърдение говори и фактът, че в унгарския език са открити думи, които са заемки от тунгусо-манджурските езици, и които унгарците биха могли да заемат при заселването си в Панония.
Сигурно е единствено, че аварският език изчезва изключително бързо, без да остави някакви следи в топономията на Панония.